# BAX (タンパク質)
BAX（Bcl-2-associated X protein、Bcl-2結合Xタンパク質）は、ヒトではBAX遺伝子によってコードされるタンパク質で、アポトーシスの調節因子である。BCL2L4（Bcl-2-like protein 4）という名称でも知られる。Bcl-2ファミリーのメンバーはヘテロまたはホモ二量体を形成し、さまざまな細胞活性に関与してアポトーシスの促進または抑制を行う調節因子として機能する。このタンパク質はBCL2とヘテロ二量体を形成し、アポトーシス活性化因子として機能する。BAXはミトコンドリアの電位依存性アニオンチャネル（VDAC）と相互作用して開口を増加させ、膜電位の消失とシトクロムcの放出を引き起こすことが報告されている。この遺伝子の発現はがん抑制因子であるp53によって調節されており、p53を介したアポトーシスに関与することが示されている。

## 構造
BAX遺伝子は、Bcl-2ファミリーのアポトーシス促進性のメンバーとして最初に同定された。Bcl-2ファミリーのメンバーは、4つの特徴的なBcl-2相同（BH）ドメイン（BH1、BH2、BH3、BH4）を1つ以上共有しており、ヘテロ二量体またはホモ二量体を形成する。これらのドメインは9つのαヘリックスからなり、疎水的なαヘリックスのコアを両親媒性のヘリックスが囲み、C末端のαヘリックスはミトコンドリア外膜に固定されている。α2のC末端からα5のN末端、そしてα8の一部の残基で形成される疎水的な溝に対し、活性型となった他のBAXやBcl-2分子のBH3ドメインが結合する。 α1とα6によって形成される小さな疎水的な溝がタンパク質の反対側に位置し、BAXの活性化部位として機能している可能性がある。
BAX遺伝子のオルソログは、全ゲノム情報が利用可能な哺乳類のほとんどで同定されている。

## 機能
健康な哺乳類細胞ではBAXの大部分は細胞質に存在するが、アポトーシスシグナル伝達の開始に伴って、BAXのコンフォメーションに変化が起こる。アポトーシスの誘導に伴って、BAXはオルガネラ、特にミトコンドリアの膜に結合するようになる。
BAXはミトコンドリアの電位依存性アニオンチャネル（VDAC）と相互作用し、開口を誘導すると考えられている。活性化されたBAXまたはBAKのオリゴマーがミトコンドリア外膜でMACと呼ばれる孔を形成することを示唆する証拠も蓄積している。その結果、シトクロムcや他のアポトーシス促進因子がミトコンドリアから放出され（ミトコンドリア外膜透過化（mitochondrial outer membrane permeabilization）とも呼ばれる）、カスパーゼの活性化が引き起こされる。BAXの活性化は、熱、過酸化水素、低いまたは高いpH、ミトコンドリア膜の再構成など、さまざまな生物的・非生物的因子によって促進される。さらに、Bcl-2やp53、Bif-1などのタンパク質への結合によっても活性化される。逆に、BAXはVDAC2、Pin1、IBRDC2との相互作用によって不活性化される。

## 臨床的意義
BAXの発現はがん抑制因子p53によってアップレギュレーションされ、BAXはp53を介したアポトーシスに関与することが示されている。p53は転写因子であり、細胞のストレス応答の一部として活性化され、BAXを含む多くの下流標的遺伝子を調節する。野生型のp53は変異体p53と比較して、BAXのコンセンサスプロモーター配列を利用したレポータープラスミドの転写を約50倍活性化する。そのため、p53はin vivoでBAXのアポトーシス機能を促進する主要な転写因子である可能性が高い。p53には、アポトーシスに関して転写非依存的な役割も存在する。特に、p53はBAXと相互作用し、その活性化とミトコンドリア膜への挿入を促進する。
BH3模倣薬であるABT-737など、BAXを活性化する薬剤は、がん細胞でアポトーシスを誘導する抗がん剤として期待される。例えば、BADのBcl-xLへの結合と、それに伴うBAX:Bcl-xL間の相互作用の破壊は、卵巣がんのパクリタキセル抵抗性を部分的に改善することが示されている。一方、虚血再灌流障害や筋萎縮性側索硬化症など過剰なアポトーシスが生じる状況では、BAXの阻害剤が有効である可能性がある。

## 相互作用

アポトーシスに関係するシグナル伝達経路の概要

BAXは次に挙げる因子と相互作用することが示されている。
- Bcl-2[6][7][23][24][25]
- BCL2L1（英語版）[7][22][26][27]
- BCL2A1（英語版）[7][28]
- SH3GLB1（英語版）[13][29]
- SLC25A4（英語版）[30]
- VDAC1（英語版）[15][18]
- TCTP[31]
- YWHAQ（英語版）[32]
- BID（英語版）[8]
- BCL2L11[8]
- PUMA（英語版）[8]
- Noxa（英語版）[8]
- MFN2（英語版）[33]
- コレステロール[34]
- カルジオリピン（英語版）[34]